# Mer de Bismarck
Pour les articles homonymes, voir Bismarck.
La mer de Bismarck se trouve entre l'île de Nouvelle-Guinée au sud-ouest et l'arc formé par l'archipel Bismarck, qui la sépare de l'océan Pacifique du nord au sud-est. Elle est reliée par un passage au sud à la mer des Salomon entre la Nouvelle-Guinée et la Nouvelle-Bretagne.

## Localisation
L'Organisation hydrographique internationale détermine les limites de la mer de Bismarck de la façon suivante:
C'est la zone de l'océan Pacifique Sud située au large de la côte nord-est de la Nouvelle-Guinée. Elle est délimitée par :
- Au nord et au nord-est : par les côtes nord et nord-est des îles de Nouvelle-Irlande :  la Nouvelle-Hanovre, les îles de l'Amirauté (Admiralty Islands), les Hermit Islands (1° 26′ 21″ S, 145° 04′ 32″ E) et les atolls Ninigo, une ligne passant par Manu Island (1° 18′ 35″ S, 143° 34′ 52″ E) et Aua Island jusqu'à Wuvulu Island (1° 44′ 06″ S, 141° 59′ 07″ E) et de là, une ligne allant jusqu'à Baudissin Point en Nouvelle-Guinée (2° 57′ 41″ S, 141° 59′ 10″ E).

- Au sud-est : une ligne depuis la pointe méridionale de la Nouvelle-Irlande (4° 51′ 01″ S, 152° 52′ 40″ E), le long du parallèle de 4°50' Sud jusqu'à la côte de Nouvelle-Bretagne, le long de sa côte septentrionale et de là une ligne depuis son extrémité occidentale passant par la pointe septentrionale d'Umboi (5° 27′ 23″ S, 147° 47′ 05″ E) jusqu'à Teliata Point (Papouasie-Nouvelle-Guinée) (5° 55′ 03″ S, 147° 19′ 50″ E),

- Au sud-ouest : par la côte nord-est de Nouvelle-Guinée .

## Histoire
Elle a été nommée ainsi au XIXe siècle en l'honneur du chancelier Otto von Bismarck à l'époque où les îles environnantes avec l'archipel éponyme, les Salomon du nord et la Terre du Roi-Guillaume en Nouvelle-Guinée constituaient une colonie allemande sous le nom de Nouvelle-Guinée allemande
Elle a été le lieu d'une grande défaite navale japonaise connue sous le nom de bataille de la mer de Bismarck durant la Seconde Guerre mondiale (2 au 4 mars 1943).

## Ressources et exploitation
Une compagnie nommée Nautilus Minerals dit vouloir suivre le modèle de l'exploitation offshore du pétrole et du gaz, mais pour exploiter dans les grands-fonds marins les systèmes géologiques massifs de sulfures métalliques (« SMS » pour Seafloor Massive Sulphide, sources potentielles de cuivre, d'or, de zinc et d'argent), avec des techniques provenant des secteurs pétrolier, gazier, du dragage sous-marin et des mines.
Son premier projet, dit Solwara 1  est en 2011 en cours de développement en Papouasie-Nouvelle-Guinée. Il s'agit d'exploiter en mer de Bismarck un amas sulfuré situé à 1 600 mètres de fond qui serait selon le BRGM assez riche en or,  cuivre,  argent et  zinc pour rentabiliser les travaux d'extraction, mais qui pourrait être source de nouvelles dégradations environnementales.
La société a annoncé qu'elle voulait « augmenter ses licences et applications d'exploration dans les zones économiques exclusives et les eaux territoriales de la Papouasie-Nouvelle-Guinée, Fidji, Tonga, les îles Salomon et la Nouvelle-Zélande à l'échelle régionale et dans le monde ».